# Startime International
Startime International — звукозаписний лейбл, заснований у 2000 році Айзеком Гріном, власником якого є Sony Music Entertainment, розташована в Нью-Йорку, і розповсюджується Columbia Records. Його список включає Foster the People, Coin, Наталі Прасс, Bully, Made Violent, Lewis Del Mar і The Big Moon.

## Історія
Айзек Грін переїхав до Брукліна і зі своєї квартири заснував лейбл, озброєний одним гуртом, French Kicks. Першим релізом Startime став міні-альбом Kick's Young Lawyer наприкінці 2000 року, і відтоді реєстр лейблу значно розрісся за рахунок гуртів, обраних Гріном не через їхню привабливість, а через справжній талант. Це окупилося великою кількістю інді-балів і більшою кількістю великих лейблів, які прагнуть підписати Startime, як-от Брендан Бенсон і The Walkmen. Вийшла збірка виконавців Startime Supercuts.